# Rivière à la Roche
Pour les articles homonymes, voir Roche (homonymie).
La rivière à la Roche (anglais : Roche River) est un affluent de la rivière Daaquam, traversant les municipalités de Sainte-Sabine (Les Etchemins), Sainte-Justine et Saint-Camille-de-Lellis, dans la municipalité régionale de comté (MRC) Les Etchemins, dans la région administrative de Chaudière-Appalaches, au Sud du Québec, au Canada.
La rivière à la Roche coule en zones forestières et agricoles en passant à l’Ouest du village de Sainte-Sabine (Les Etchemins) et dans le village de Sainte-Sabine-Station.

## Géographie
La rivière à la Roche prend sa source d’un ruisseau de montagne près de la bogue à Nésime sur le versant Sud-Est de la montagne de Sainte-Sabine, laquelle s’étire vers le Nord-Est. Plus précisément, cette source est située à :
- 2,3 km à l’Ouest du centre du village de Sainte-Sabine ;
- 0,5 km au Sud-Est de la limite Est de la municipalité de Saint-Luc-de-Bellechasse ;
- 7,7 km à l’Est du centre du village de Saint-Luc-de-Bellechasse.

À partir de sa source, la rivière à la Roche coule sur 16,9 km selon les segments suivants :
Cours supérieur de la rivière à la Roche (segment de 7,5 km)
- 2,1 km vers l’Est dans le canton de Langevin, jusqu'à la décharge du Lac à Yvon et du Lac à Léopold ;
- 0,5 km vers le Sud-Est, jusqu'au pont de la rue des Érables, qu’elle coupe à 0,3 km au Sud-Ouest du centre du village de Sainte-Sabine ;
- 2,3 km vers le Nord-Est, jusqu'au pont du rang Saint-Henri ;
- 0,1 km vers l’Est, jusqu'au ruisseau à Varice-Goulet ;
- 2,3 km vers le Sud, jusqu'à la limite de Sainte-Justine ;
- 0,2 km vers le Sud-Est, jusqu'à la confluence de la rivière du Douze (venant de l’Ouest) ;

Cours inférieur de la rivière à la Roche (segment de 9,4 km)
- 2,2 km vers le Sud-Est, jusqu'au pont du 10e Rang Est ;
- 1,0 km vers le Sud-Est, en coupant le chemin de fer du Canadien Pacifique, jusqu'à la confluence de la rivière du Onze (venant du Sud-Ouest) ;
- 2,2 km vers l’Est, jusqu'à la décharge des lacs Racine et à Georges (venant du Nord) ;
- 1,0 km vers l’Est, jusqu'à la route 204, qu’elle coupe au village de Sainte-Sabine-Station ;
- 0,1 km vers l’Est, jusqu'à la limite de Saint-Camille-de-Lellis ;
- 2,2 km vers l’Est, jusqu'au ruisseau Sauvage (venant du Nord-Ouest) ;
- 0,7 km vers l'Est, jusqu’à la confluence de la rivière[2].

La rivière à la Roche se déverse sur la rive Nord de la rivière Daaquam, à la limite du canton de Bellechasse et de Daaquam. Cette confluence est située à :
- 2,4 km à l’est du centre du village de Sainte-Sabine-Station ;
- 1,6 km au Nord-Ouest de la frontière canado-américaine.
- 5,9 km au Sud-Ouest du centre du village de Saint-Camille-de-Lellis.

À partir de la confluence de la rivière à la Roche, la rivière Daaquam coule vers le Nord-Est jusqu'à la rivière Saint-Jean Nord-Ouest laquelle coule vers l'Est jusqu'au fleuve Saint-Jean. Ce dernier coule vers l'Est et le Nord-Est en traversant le Maine ; puis vers l'Est et le Sud-Est en traversant le Nouveau-Brunswick. Le fleuve Saint-Jean se déverse sur la rive Nord de la Baie de Fundy laquelle s'ouvre vers le Sud-Ouest à l'Océan Atlantique.

## Toponymie
Le toponyme "rivière à la Roche" a été officialisé le 21 août 1986 à la Commission de toponymie du Québec.